# 黄金の棺
『黄金の棺』（おうごんのひつぎ、原題:I crudeli、英題:The Hellbenders）は、セルジオ・コルブッチ監督によるマカロニ・ウェスタン。日本では劇場未公開。

## あらすじ
南北戦争が終わった直後の頃。南軍の再興をもくろむジョナスは、資金獲得のため三人の息子ジェフ、ナット、ベンと共に北軍の現金輸送隊を襲撃し、多額の紙幣を獲得。アランという名の戦死した人物の遺体を運ぶという名目で棺の中に紙幣を隠し、郷里へ向かう。実はジョナスはアランの名前は墓石から適当に見つけて来たのだったが、当人はかなり有名な軍人で、アランと知り合いだったという人物と頻繁に出くわす上、ベンが公私混同して未亡人の役を務めるクレアと恋仲になったため、旅は困難な状態に陥る。アランはそもそも北軍の軍人で、旅を嫌うクレアの意向もあって北軍の砦に埋められる。息子達に責められたジョナスは、自分のミスを認めた上で三人の息子に棺を取り戻して来るように命じる。三人は夜陰に紛れて棺を取り戻し、一行は旅を再開するが、一晩限りという約束で泊めた或る人物に馬を奪われ旅が出来ない状態に陥ってしまう。ジョナスはジェフに馬を買って来るように命じるが、ジェフは馬を買うどころか悪事を働いて罪人として戻って来る。身柄を引き渡すかどうかで揉めた兄弟は撃ち合ってジェフとナットは死亡、ベンも負傷。ジョナスはなおも旅を続けようとするが、棺を倒した時に中から飛び出したのは本物の死体であった。息子達が棺を取り戻した時に誤って別の棺を持ち帰ったのだ。ベンとクレアが見守る中、傷心のジョナスは郷里へ向かって流れる川に身を投げるようにして息絶える。

## キャスト
- ジョナス - ジョゼフ・コットン
- ベン - ジュリアン・マテオス
- ジェフ - ジーノ・ベルニス
- ナット - エンジェル・アランダ
- キティ - マリア・マルティン
- クレア - ノーマ・ベンゲル